# Система ітераційних функцій

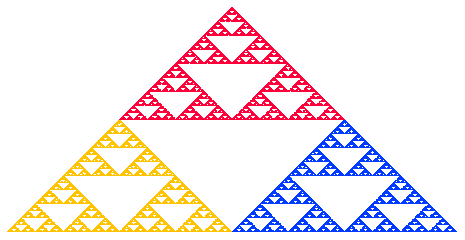
Трикутник Серпінського створений з СІФ

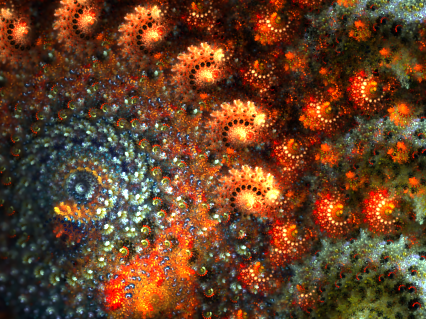
Кольорова СІФ, розроблена Apophysis і випущена

У математиці система ітераційних функцій (скор. СІФ, англ. Iterated function system, IFS) — метод побудови фракталів; отримані фрактали часто є самоподібними. Фрактали СІФ більше стосуються теорії множин, ніж фрактальної геометрії. Їх було введено 1981 року.
Фрактали СІФ, як їх зазвичай називають, можуть бути будь-якої розмірності, але найчастіше обчислюються та малюються у 2D. Фрактал складається з об'єднання декількох власних копій, кожна з яких перетворюється функцією (звідси «система функцій»). Канонічним прикладом є трикутник Серпінського. Функції, як правило, стискальні, що означає, що вони об'єднують точки ближче та зменшують розміри фігури. Як наслідок, форма фракталу СІФ складається з декількох менших власних копій, які можуть накладатися одна на одну і кожна з яких також складається зі власних копій, до нескінченності. Це є джерелом природи самоподібності фракталів.

## Визначення
Формально система ітераційних функцій є скінченою множиною стискального відображення на повний метричний простір. Символічно, {\displaystyle \{f_{i}:X\to X\mid i=1,2,\dots ,N\},\ N\in \mathbb {N} } є системою ітераційних функцій, якщо кожна {\displaystyle f_{i}} є стискальним відображенням на повний метричний простір {\displaystyle X}.

## Властивості

Створення СІФ з допомогою (анімація)

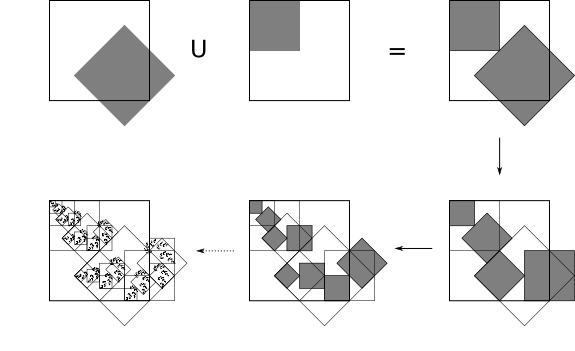
Побудова СІФ з допомогою двох функцій

1981 року Хатчінсон[хто?] показав, що для метричного простору {\displaystyle \mathbb {R} ^{n}}, така система функцій має унікальну непорожню компактну (замкнуту та обмежену) фіксовану множину S. Одним зі способів побудови фіксованого набору є, почати з першої точки множини {\displaystyle S_{0}} й ітерувати дії {\displaystyle f_{i}}, приймаючи {\displaystyle S_{n+1}} за сукупність образів {\displaystyle S_{n}} на {\displaystyle f_{i}}; і наприкінці взяти S як замикання сукупності {\displaystyle S_{n}}. Символічно, унікальна фіксована (непорожня компактна) множина {\displaystyle S\subseteq X} має властивість {\displaystyle S=\bigcup _{i=1}^{N}f_{i}(S)}.
Таким чином, множина S є фіксованою множиною оператора Хатчінсона {\displaystyle H(A)=\bigcup _{i=1}^{N}f_{i}(A)}.
Існування та єдиність S є наслідком принципу стискальних відображень, як і факт того, що {\displaystyle \lim _{n\to \infty }H^{\circ n}(A)=S} для будь-якої непорожньої компактної множини A в X (для стискальної СІФ ця конвергенція має місце навіть для будь-якої непорожньої замкнутої обмеженої множини A). Випадкові елементи довільно близькі до S, можуть бути отримані за допомогою «гри хаосу», описаної далі.
Нещодавно[коли?] було показано, що СІФ нестискального типу (тобто ті, що складаються з карт, які не є скороченнями відносно будь-якої топологічно-еквівалентної метрики в X) можуть віддавати атрактори.
Вони природно виникають у проективних просторах, хоча класичне ірраціональне обертання на колі теж може бути адаптовано.
Колекція функцій {\displaystyle f_{i}} генерує моноїд на композиції функцій. Якщо є тільки дві такі функції, моноїд може бути візуалізований бінарним деревом, де, на кожній вершині дерева, можна взяти композицію двох функцій (тобто взяти ліве або праве піддерево). Загалом, якщо є k функцій, тоді моноїд можна візуалізувати як повне K-арне дерево, також відоме як дерево Келі.

## Побудова

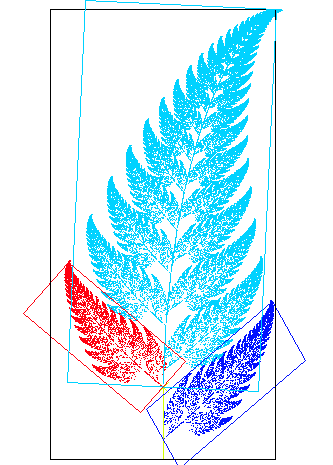
Папороть Барнслі, рання СІФ

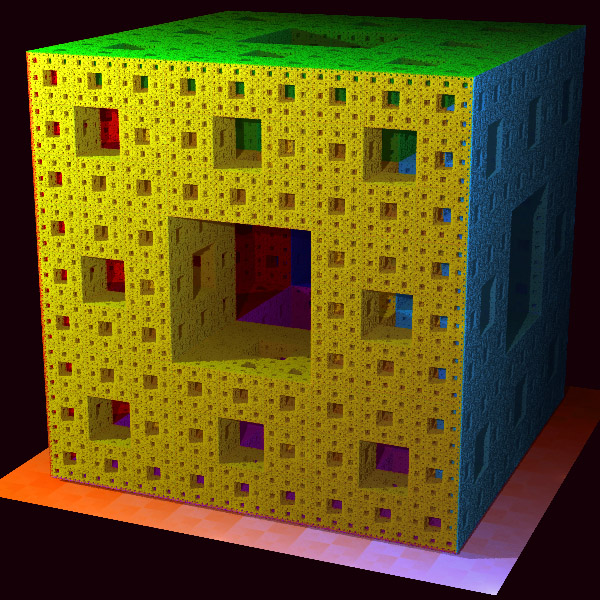
Губка Менгера, тривимірна СІФ

Іноді кожна функція {\displaystyle f_{i}} повинна бути лінійною або, більш загально, афінним перетворенням, а отже, представленою матрицею. Втім, СІФ також можуть бути побудовані з нелінійної функцій, в тому числі з проективного перетворення і перетворення Мебіуса. Фрактальне полум'я є прикладом СІФ з нелінійними функціями.
Найпоширенішим алгоритмом обчислення СІФ-фракталів є гра хаосу. Вона складається з вибору довільної точки на площині, подальшого ітеративного застосування однієї з функцій, обраної навмання з функцій системи, для перетворення точки й отримання наступної точки. Існує альтернативний алгоритм: генерація всіх можливої послідовностей функцій довжиною не більше даної, з подальшим відображенням результатів застосування кожної з них до початкової точки або фігури.
Кожен з цих алгоритмів забезпечує глобальну побудову, яка генерує точки, розподілені по всьому фракталу. Якщо малюється фрактал малої площі, багато таких точок опиняться поза межами екрана. Це робить масштабування побудови СІФ, намальованої в такий спосіб, непрактичним.
Хоча теорія СІФ вимагає стискальності кожної функції, на практиці програмне забезпечення, що реалізує СІФ, вимагає лише середньої стискальності всієї системи.

## Приклади
Діаграма показує побудову СІФ із двох афінних функцій. Функції представлено їх впливом на бі-одиничний квадрат (функція перетворює контурний квадрат у затінений). Поєднання двох функцій утворює оператор Хатчінсона. Показано три ітерації оператора та кінцеве зображення з фіксованої точки — остаточний фрактал.
Ранніми прикладами фракталів, які можна створити з ІСФ є множина Кантора, вперше описана 1884 року, та криві де Рама — тип самоподібних кривих, описаний Жордем Де Рамом 1957 року.

## Історія
СІФ були задумані в їхньому нинішньому вигляді Джоном Е. Хатчінсоном 1981 року і популяризовані за допомогою книги Майкла Барнслі «Фрактали скрізь». 
|                                                                                | СІФ надають моделі для деяких рослин, листя та папоротей завдяки самоподібності, яка часто трапляється в розгалужених структурах у природі. Оригінальний текст (англ.) IFSs provide models for certain plants, leaves, and ferns, by virtue of the self-similarity which often occurs in branching structures in nature. |
| — Майкл Барнслі та інші, V-variable fractals and superfractals (pdf)., 2,22 МБ | |